# Afrikai pitta
Az afrikai pitta (Pitta angolensis) a madarak osztályának verébalakúak (Passeriformes) rendjébe és a pittafélék (Pittidae) családjába tartozó faj.

## Rendszerezése
A fajt Louis Pierre Vieillot francia ornitológus írta le 1816-ban.

## Alfajai
- Pitta angolensis angolensis Vieillot, 1816
- Pitta  angolensis longipennis Reichenow, 1901
- Pitta  angolensis pulih Fraser, 1843[2]

## Előfordulása
Afrikában, Angola, Burundi, a Dél-afrikai Köztársaság, Kamerun, a Közép-afrikai Köztársaság, a Kongói Demokratikus Köztársaság, a Kongói Köztársaság, Elefántcsontpart, Egyenlítői-Guinea, Etiópia, Gabon, Ghána, Kenya, Libéria, Malawi, Mozambik, Nigéria, Ruanda, Sierra Leone, Tanzánia, Togo, Uganda, Zambia és Zimbabwe területén honos.
Természetes élőhelyei a szubtrópusi vagy trópusi síkvidéki és hegyi esőerdők, száraz erdők és cserjések, valamint mocsarak és egyéb vizes területek. Vonuló faj.

## Megjelenése
Testhossza 20 centiméter, testtömege 80-100 gramm.

## Életmódja
Rovarokkal, azok lárváival, hangyákkal, termeszekkel, bogarakkal, csigákkal, hernyókkal, és a földigilisztákkal táplálkozik.

## Szaporodása
Fészekalja 3-4 tojásból áll.

## Természetvédelmi helyzete
Az elterjedési területe rendkívül nagy, egyedszáma ugyan csökken, de még nem éri el a kritikus szintet. A Természetvédelmi Világszövetség Vörös listáján nem fenyegetett fajként szerepel.